# Гер Триппа

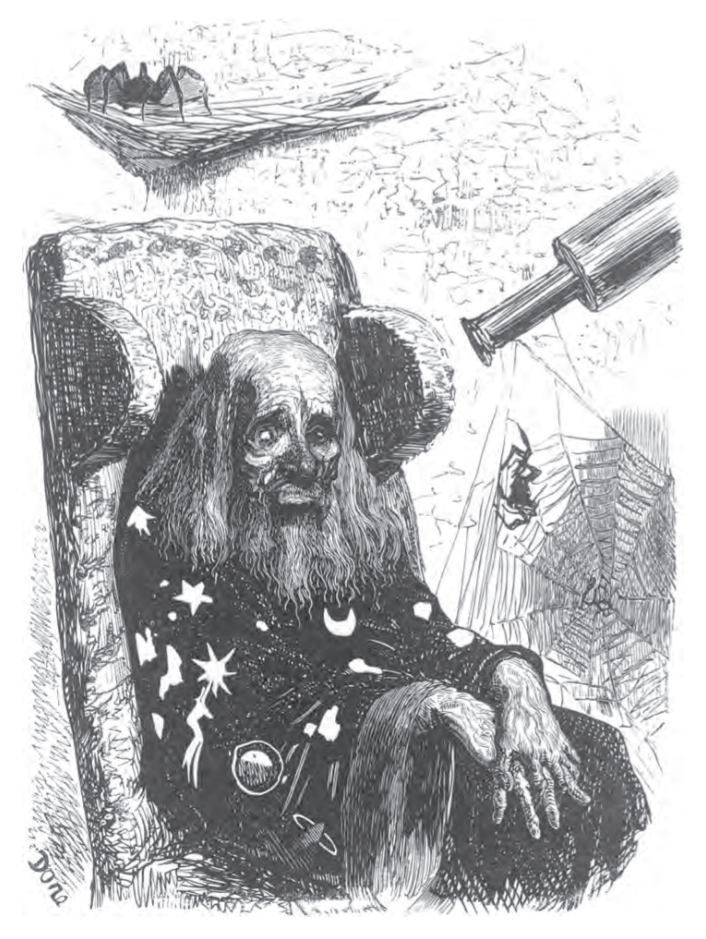
Гюстав Доре. Гер Триппа

Гер Триппа́, также гер Триппа, Герр-Триппа, Гер-Триппа (фр. Herr Trippa) — персонаж сатирического романа «Гаргантюа и Пантагрюэль» французского писателя-гуманиста XVI века Франсуа Рабле. Фигурирует в «Третьей книге героических деяний и речений доброго Пантагрюэля» (гл. XXV «Как Панург советуется с Герр Триппой»). Панург, получив от Пантагрюэля кастелянство Рагу и промотав все доходы от него на несколько лет вперёд, принимает решение жениться. Однако при этом он терзается сомнениями — будет ли он счастлив в браке или быть ему рогатым, битым и обворованным? Чтобы разрешить подобный вопрос, он советуется с друзьями, прибегает к различным способам узнать своё семейное будущее. Мудрый Эпистемон предложил Панургу обратиться к Гер Триппе, который жил около острова Бушара (недалеко от Шинона): «Вы знаете, что, будучи искусен в астрологии, геомантии, хиромантии, метопомантии [гадание по лицу] и в прочих искусствах того же рода, он предсказывает все грядущие события». На следующий день друзья пришли к Гер Триппе, который сразу несколькими способами установил, что Панург станет рогоносцем и к тому же жена будет его бить. Учёный предложил узнать судьбу различными прорицаниями, но Панург стал браниться и ушёл от предсказателя сильно рассерженным, заявив напоследок: «Пошёл ты ко всем чертям, рогоносец, колдун, сосуд греха, антихристов чародей! Вернёмся к нашему королю: я уверен, что он не будет доволен, когда узнает, что мы входили в логово этого суемудрого чёрта. Я раскаиваюсь, что туда ходил, и отдал бы сто нобилей и четырнадцать простолюдинов, чтобы кто-нибудь плюнул ему в усы. Боже правый, как он меня надушил всей этой дрянью, чертовщиной, колдовством и ведовством! Дьявол его побери! Скажите аминь, и выпьем! А обедать мне после этого не захочется дня два, если не четыре!».
По мнению комментаторов, в основу образа персонажа положена личность Агриппы (Генрих Корнелиус) Неттесгеймского, немецкого гуманиста, врача, алхимика, натурфилософа, оккультиста, астролога, адвоката, автора трактатов «О ненадёжности наук» и «Об оккультной философии». Французский писатель Анатоль Франс считал, что такое сравнение основано на сходстве имён. Он отзывался о методах Триппы следующим образом: «Это целая научная консультация: перечисляются все способы гадания, имена следуют за именами — в их нескончаемом потоке можно утонуть, и Панург клянёт себя за то, что зря потратил время в берлоге у долгополого этого чёрта». Среди гаданий, упоминаемых Гер Триппой: пиромантия (по огню), аэромантия (по воздуху), гидромантия (по воде), леканомантия (по блюду), катоптромантия (по зеркалу), коскиномантия (по решету), альфитомантия (англ. Alphitomancy) (по ячменному хлебу), алевромантия (по муке), астрагаломантия (по игральным костям), тиромантия (по сыру), гиромантия (по (вращающимся) кругам), стерномантия (по груди), либаномантия (по ладану), гастромантия (по желудку), кафалеономантия (по ослиной голове), керомантия (по воску), капномантия (по дыму), аксиномантия (по топору, на лезвии которого сжигали кусочки чёрного янтаря), онимантия (по ногтям), тефрамантия (по пеплу), ботаномантия (по растениям), сикомантия (по плодам и листьям фигового дерева), ихтиомантия (по рыбам), хэромантия (по поросёнку), клеромантия (по жребию), антропомантия (по частям человеческого тела), стихомантия (по стихам), ономатомантия (по имени), алектриомантия (по петуху), гаруспиции и экстиспиции (по внутренностям животных), некромантия (по мертвецам), скиомантия (по теням умерших).
Согласно «Большой энциклопедии литературных героев»: «…известный астролог и маг вызывал у первых читателей Рабле значительно больший интерес, нежели мы находим в нём сегодня. <…> В этом персонаже можно узнать известную в прошлом личность, к которой гуманисты того времени испытывали огромную симпатию: Генрих Корнелиус Агриппа, немецкий медик и оккультист». Литературовед Борис Пуришев отмечал, что после того как немецкий учёный и авантюрист был высмеян Рабле, о нём «почти всегда говорили с насмешкой, либо просто игнорировали его существование». Писатель Валерий Брюсов старался реабилитировать имя «оклеветанного» учёного («Народная молва сделала из Агриппы чернокнижника, мага и связала с его именем множество фантастических легенд, одна другой нелепей»). Относительно роли романа «Гаргантюа и Пантагрюэль» в посмертной судьбе немецкого гуманиста Брюсов заметил: «Легенда об Агриппе с течением лет всё разрасталась. Рабле изобразил своего современника в злой карикатуре, в лице шарлатана Her Trippa».
Отсылка к Агриппе также содержится в пятой книге романа (гл. XVIII. «Как наш корабль сел на мель и как мы были спасены путниками, плывшими из Квинты»), где он выведен под именем Анри Котираль (букв. — «Грязный странник»). Во время ужасной бури на море он помог избежать Пантагрюэлю и его друзьям кораблекрушения.